# Церковь Рождества Христова (Угловка)
Це́рковь Рождества́ Христо́ва — православный храм, находящийся в посёлке Угловка Окуловского района Новгородской области. Настоятель храма — отец Герман (Митрофанов).

## История
Церковь Рождества Христова была построена в 1864 году.
По архивным данным, она возведена на средства действительного статского советника Василия Степановича Барыкова (1808—1880). В 1900 к ней была пристроена трапезная и колокольня. В приходе, включавшем 11 деревень, находилось также 11 приписных часовен и 4 школы.
Храм закрыли в 1937 году и затем использовали как склад зерна. В 1978 году церковь была переоборудована под филиал Новгородского производственного объединения «Планета»: в здании были устроены цеха, раздевалки и туалеты, основной объём храма разделён на два этажа. В начале 1990-х этот филиал был закрыт, после чего началось восстановление церкви. Из окрестных деревень для звонницы церкви были собраны пожарные колокола, также жителями поселка и близлежащих деревень были пожертвованы иконы и т. п.
С 1994 года идут восстановительные работы. Разрушены перекрытия второго этажа, снесены перегородки заводских цехов, заново отстроен верхний ярус колокольни. В 1997 году на церкви появились купола. При церкви имеется Воскресная школа.
В 2009 году большой купол был перекрашен в синий цвет. В 2011 был установлен новый крест, близится к завершению побелка стен.

## Метрические книги
В Государственном архиве Новгородской области хранятся метрические книги за следующий период:

### Фонд 493. Церкви Валдайского уезда
- Фонд 493. Опись 1. Дело 40 Угловская церковь — РБС — 1866—1872
- Фонд 493. Опись 1. Дело 41 Угловская церковь — РБС — 1874—1878
- Фонд 493. Опись 1. Дело 42 Угловская церковь — РБС — 1879—1886
- Фонд 493. Опись 1. Дело 43 Угловская церковь — РБС — 1887—1891
- Фонд 493. Опись 2. Дело 3 Угловская церковь п. Угловка — РБС — 1892—1894
- Фонд 493. Опись 2. Дело 4 Угловская церковь п. Угловка — РБС — 1895—1899
- Фонд 493. Опись 2. Дело 6 Угловская церковь п. Угловка — РБС — 1900—190
- Фонд 493. Опись 2. Дело 7 Угловская церковь п. Угловка — РБС — 1904—1905

### Фонд 480. МЕТРИЧЕСКИЕ КНИГИ ЦЕРКВЕЙ ОКУЛОВСКОГО РАЙОНА
- Фонд 480. ОПИСЬ 12. Дело 44 Угловская церковь — РБС — 1906—1907 годы
- Фонд 480. ОПИСЬ 12. Дело 45 Угловская церковь — РБС — 1908—1910 годы
- Фонд 480. ОПИСЬ 12. Дело 46 Угловская церковь — РБС — 1911—1913 годы
- Фонд 480. ОПИСЬ 12. Дело 47 Угловская церковь — РБС — 1914—1916 годы
- Фонд 480. ОПИСЬ 12. Дело 48 Угловская церковь — РБС — 1917—1918 годы

## Реликвии
В церкви хранится икона святого Пантелеимона, написанная в одном из Афонских монастырей.